# Lampada Hanabi
Hanabi è una lampada concepita da Oki Sato, designer giapponese (nato in Canada nel 1977, laureato in architettura alla Waseda University di Tokyo), per Nendo, azienda da lui stesso fondata.
Realizzata in Nitinol di cui ne sfrutta le caratteristiche fisiche, è stata presentata per la prima volta al Salone del Mobile di Milano nel 2006.

## Storia
La lampada Hanabi nasce in un contesto contemporaneo ed è frutto dell’immaginazione di Oki Sato, un giovane architetto e designer giapponese, fondatore nel 2002 di Nendo.
Il nome dell’azienda che in italiano significa "creta" esprime la sua filosofia; ossia la flessibilità.
Nendo spazia dall’architettura al design fino ad arrivare alla comunicazione.

## Descrizione

### Dimensioni
| Profondità     | 26 cm |
| Altezza totale | 78 cm |
| Larghezza      | 26 cm |

## Caratteristiche tecniche

### Materiali
Hanabi è una lampada che può essere posizionata sia a terra che in sospensione; 
realizzata in Nitinol, una lega a memoria di forma. Questa tipologia di materiale possiede la capacità di ripristinare la sua forma iniziale dopo aver subito un dato trattamento termico. L’oggetto è costituito da una parte lineare e da un'altra che muta la sua forma, aprendosi e chiudendosi a seconda della temperatura.

## Caratteristiche plastiche

### Colore
La lampada Hanabi è di colore bianco monocromatico, si compone di un cavo lucido e di un corpo opaco. Un gioco di luce e ombra si viene a creare grazie alla  luminosità della lampadina e la posizione dei viticci che si aprono.

#### Linee
L’oggetto presenta due forme estetiche differenti, una si sviluppa longitudinalmente, mentre l’altra presenta un equilibrio tra asse orizzontale e verticale; questa condizione è possibile grazie al materiale, il quale a contatto con il calore emanato dalla lampadina modifica la sua morfologia. 
Si crea quindi un sistema di compartecipazione delle componenti.

## Ispirazioni

### Grado di codifica
Hanabi è un oggetto di design ipercodificato, 
in quanto rielabora un prodotto già esistente, ossia la lampada Protea di Karl Zahn, realizzata nel 2005.

#### Simboli
"Hanabi", termine giapponese che indica i fuochi d'artificio, significa letteralmente "fiore e fuoco". 
Simbolicamente, nella tradizione nipponica, l'uso del fuoco d'artificio ha una particolare importanza: 
quella di pacificare le anime dei defunti e, allo stesso tempo, scacciare la sfortuna della città.

## Caratteristiche figurative
Hanabi è un oggetto stilizzato che rimanda alla morfologia del fiore: i viticci alludono ai petali, 
il bulbo di vetro al pistillo e il cavo allo stelo.

## Valorizzazione
La lampada oltre a compiere la funzione per la quale è stata progettata, ossia quella di illuminare l'ambiente interno, racchiude dei valori estetici dai quali dipendono quelli emotivi.L'utente che ha un controllo diretto sul prodotto, desidera Hanabi per la sua estetica elegante e armoniosa e per l'effetto inaspettato che essa produce.L'utilizzo della lampada è semplice ed intuitivo.
Con riferimento al quadrato di Floch, il designer ha cercato di valorizzare il proprio prodotto in un senso utopico, per via dell'inattesa apertura dei viticci, e ludici, per l'eleganza e l'armonia; 
altrettanto importante è la valorizzazione pratica per la funzionalità spontanea.
Hanabi è una lampada dalla forma particolare e apparentemente semplice che già nella sua funzione rispecchia 
il significato del suo nome. Infatti i termini fiore e fuoco sono simboli di una bellezza effimera, volta a svanire in poco tempo.